# Cyclopia (botanica)
Cyclopia Vent. è un genere di piante della famiglia delle Fabacee endemico del Sudafrica.

## Tassonomia
Comprende le seguenti specie:
- Cyclopia alopecuroides A.L.Schutte
- Cyclopia alpina A.L.Schutte
- Cyclopia aurescens Kies
- Cyclopia bolusii Hofmeyr & E.Phillips
- Cyclopia bowieana Harv.
- Cyclopia burtonii Hofmeyr & E.Phillips
- Cyclopia buxifolia (Burm.f.) Kies
- Cyclopia falcata (Harv.) Kies
- Cyclopia filiformis Kies
- Cyclopia galioides (P.J.Bergius) DC.
- Cyclopia genistoides (L.) R.Br.
- Cyclopia glabra (Hofmeyr & E.Phillips) A.L.Schutte
- Cyclopia intermedia E.Mey.
- Cyclopia latifolia DC.
- Cyclopia laxiflora Benth.
- Cyclopia longifolia Vogel
- Cyclopia maculata (Andrews) Kies
- Cyclopia meyeriana Walp.
- Cyclopia plicata Kies
- Cyclopia pubescens Eckl. & Zeyh.
- Cyclopia sessiliflora Eckl. & Zeyh.
- Cyclopia squamosa A.L.Schutte
- Cyclopia subternata Vogel